# 604 (album)
604 – debiutancki album brytyjskiego zespołu Ladytron. Został wydany w 6 lutego 2001 roku przez Emperor Norton Records. Niektóre z utworów zostały wcześniej wydane w 1999 roku na jego debiutanckiej EP.

## Lista utworów
1. "Mu-Tron" – 2:58
2. "Discotraxx" – 3:50
3. "Another Breakfast with You" – 3:03
4. "CSKA Sofia" – 2:22
5. "The Way That I Found You" – 3:29
6. "Paco!" – 3:00
7. "Commodore Rock" – 4:47
8. "Zmeyka" – 3:14
9. "Playgirl" – 3:49
10. "I'm with the Pilots" – 2:43
11. "This Is Our Sound" – 4:09
12. "He Took Her to a Movie" – 3:10
13. "Laughing Cavalier" – 1:08
14. "Ladybird" (Grimes, Ladytron) – 4:38
15. "Jet Age" – 3:10
16. "Skools Out…" – 4:06

### Utwory bonusowe
20 lipca 2004 roku album został ponownie wydany z czterema bonusowymi utworami. Pierwsze trzy bonusowe utwory nagrane były w Sofii, Bułgaria.
1. "USA vs. White Noise (Live in Sofia)" – 4:05
2. "He Took Her to a Movie (Live in Sofia)" – 5:15
3. "Commodore Rock (Live in Sofia)" – 4:31
4. "Playgirl" (Snap Ant remix) – 6:13